# Myotis formosus
Myotis formosus és una espècie de ratpenat de la família dels vespertiliònids. Viu a l'Afganistan, Bangladesh, la Xina, l'Índia, Indonèsia, Corea del Nord, Corea del Sud, Laos, el Nepal, les Filipines i Taiwan. Els seus hàbitats naturals són els boscos primaris de plana i montans, on nia en coves, les copes dels arbres, a arbustos i edificis. Es desconeix si hi ha cap amenaça significativa per a la supervivència d'aquesta espècie.